# Fazenda Santa Genebra

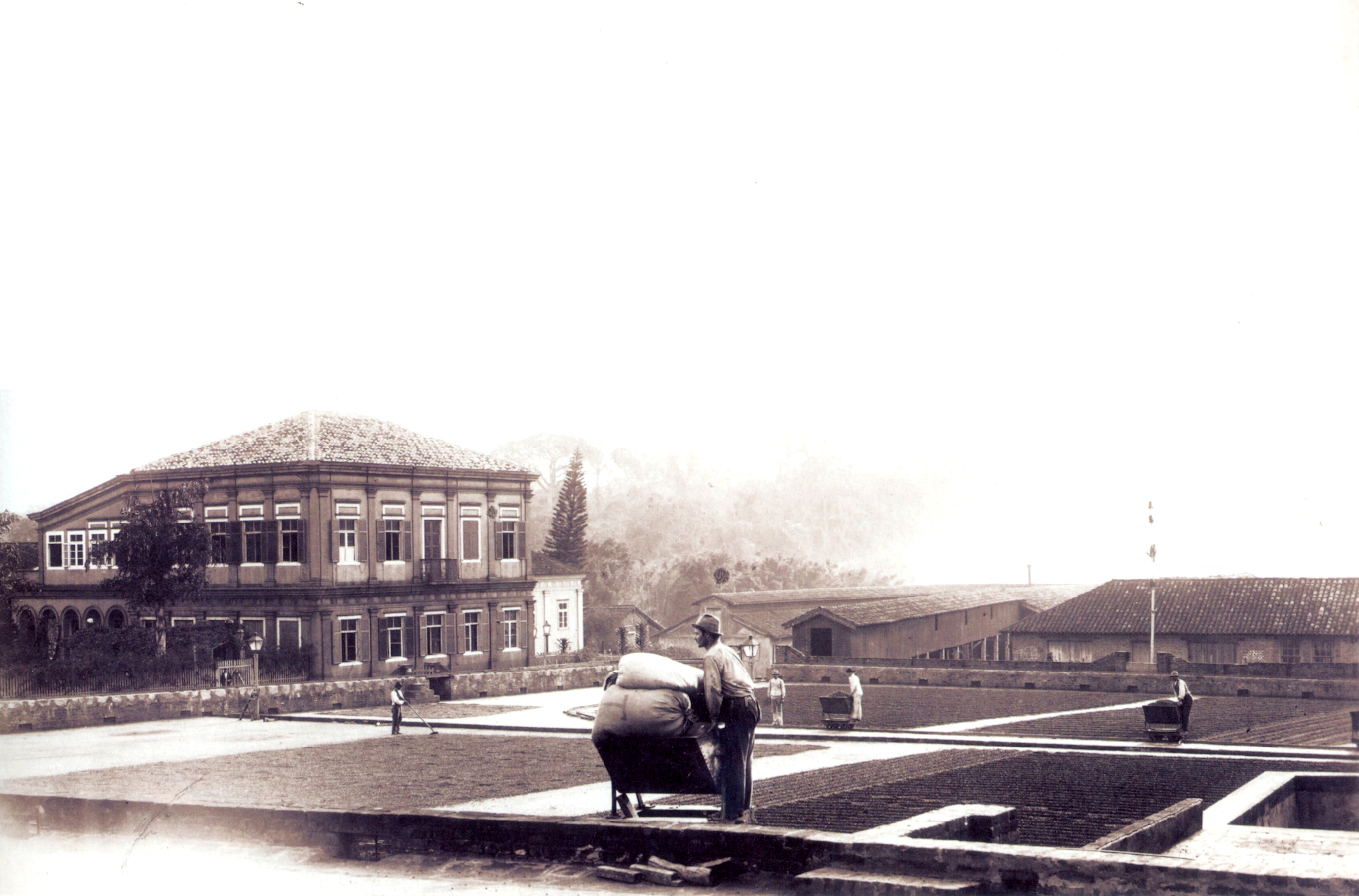
Fazenda Santa Genebra, em 1880.

A Fazenda Santa Genebra é uma fazenda localizada no município de Campinas, em São Paulo, no Brasil, criada em 1849 e  existente até hoje. A Fazenda origina-se da sesmaria Nossa Senhora do Carmo do Rio das Pedras concedida em 1799 pelo Conselho Ultramarino para o senhor Francisco Antônio de Souza irmão do Brigadeiro Luiz Antônio de Souza Queiroz e era conhecida como Fazenda Morro Grande. A Sesmaria foi passada para Francisco Ignácio de Souza Queiroz e com seu falecimento foi herdada por suas filhas Isabel Augusta e Genebra Miquelina de Sousa Queiroz. Por determinação de seus tutores oficiais - o Marques e a Marquesa de Valença, Isabel Augusta foi casada com o conselheiro Albino José Barbosa de Oliveira e Genebra casada com o primo e filho deles, o capitão Luis Ribeiro de Souza Resende.
Com a morte de Genebra em 1863, Luis Ribeiro de Souza Rezende abandonou a fazenda e, em homenagem a Genebra, a Marquesa de Valença mudou o nome da Fazenda Morro Grande para Fazenda Santa Genebra que ficou sendo comandada por um capataz escravo Toninho. Em 1870, a pedido, a Marquesa de Valença - tutora de Genebra - passou a herança para seu filho Geraldo Maria Ribeiro de Sousa Rezende, o Barão Geraldo de Rezende, o qual a administrou de 1876 a 1907. Geraldo só recebeu o título de Barão meses antes do fim do império, em 1889 
A Fazenda Santa Genebra foi reconhecida como modelo na plantação de café pela utilização de tecnologias avançadas e no início do século XX já era a maior produtora do grão no estado de São Paulo. Situa-se no contato entre duas importantes formações geomorfológicas do estado: a Depressão periférica paulista e o Planalto Atlântico paulista.
Somente em 1990, após intensa luta dos ambientalistas de Barão Geraldo e Campinas, a Mata da Fazenda Santa Genebra foi tombada pelo CONDEPHAAT como Reserva Florestal da Fundação José Pedro de Oliveira.

## Origem

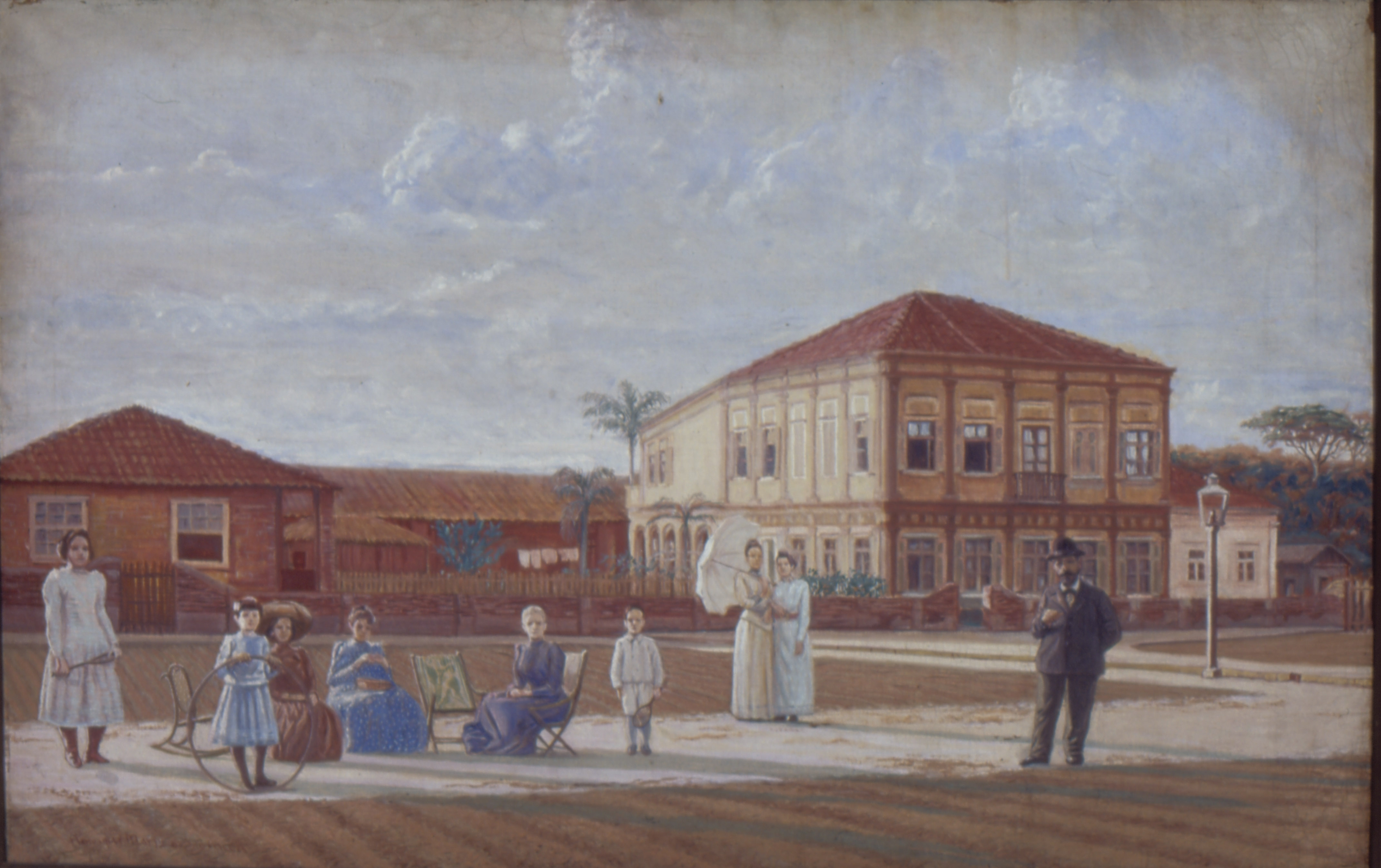
Fazenda Santa Genebra, de Henrique Manzo.

A região da fazenda, no norte de Campinas, sempre possuiu terras férteis, conhecidas como "terra roxa". Com isso, a atividade agrícola no distrito se desenvolveu num momento inicial com a cana de açúcar, depois com o café. Após a crise na década de 1930, outra atividade que se destacou foi o plantio de algodão. A agricultura tinha como referências as duas principais fazendas monocultoras da região, a Rio das Pedras, pertencente ao conselheiro Albino José Barbosa de Oliveira e a Santa Genebra, do Barão Geraldo de Rezende.

### O início: de Francisco Antônio de Souza Queiroz a Genebra Miquelina
A Fazenda origina-se da sesmaria Nossa Senhora do Carmo do Rio das Pedras concedida em 1799 pelo Conselho Ultramarino para o senhor Francisco Antônio de Souza irmão do Brigadeiro Luiz Antônio de Souza Queiroz e era conhecida como Fazenda Morro Grande. Os irmãos portugueses Souza Queiróz eram sócios e possuíam dezenas de engenhos na Província de São Paulo. O principal entre eles era o brigadeiro Luis Antonio de Souza Queiroz empresário e grande negociador, era dono do primeiro navio que saiu do Porto de Santos com mercadorias destinadas a Lisboa e foi o pioneiro no fomento à economia paulista. Introduziu as primeiras noções de um sistema de crédito bancário, rendendo-lhe, em pouco tempo uma grande fortuna. O Brigadeiro Luiz Antonio de Souza Queiroz ainda foi sócio do Senador Vergueiro, numa empresa agrária bem-sucedida, denominada Vergueiro & Souza. Bastante influente, com a fundação de Campinas em 1799, o Brigadeiro recebeu diversos engenhos de terras, incluindo a sesmaria Nossa Senhora do Carmo do Rio das Pedras que ia de Campinas a Cosmópolis.
Após a morte de Francisco Antônio de Souza, as Fazendas foram herdadas pelo seu filho Francisco Inácio de Souza Queiroz, que faleceu em 1830, as fazendas foram herdadas por suas filhas: Genebra Miquelina e Isabel Augusta, sendo nomeados como tutores o Marques de Valença e a Marquesa de Valença. Em 1950 seus tutores determinaram que Genebra se casasse com seu primo, o capitão Luiz Ribeiro de Souza Rezende, e que Isabel Augusta se casasse com o conselheiro Albino José Barbosa de Oliveira. E para cada uma a sesmaria foi dividida em duas fazendas: A Morro Alto foi herdada por Isabel Augusta passou a se chamar fazenda Rio das Pedras e a Morro Grande herdada por Genebra 
Mas o capitão Luiz Ribeiro de Souza Rezende pouquíssimas vezes foi à Morro Grande e após a morte de Genebra em 1863 Luiz abandonou a fazenda e sua mãe a Marquesa de Valença, decidiu trocar o nome da Fazenda para Fazenda Santa Genebra e a deixou aos cuidados de um capataz escravizado: o escavo Toninho. Luiz também faleceu poucos anos depois.

## Geraldo Ribeiro de Souza Rezende, o Barão Geraldo

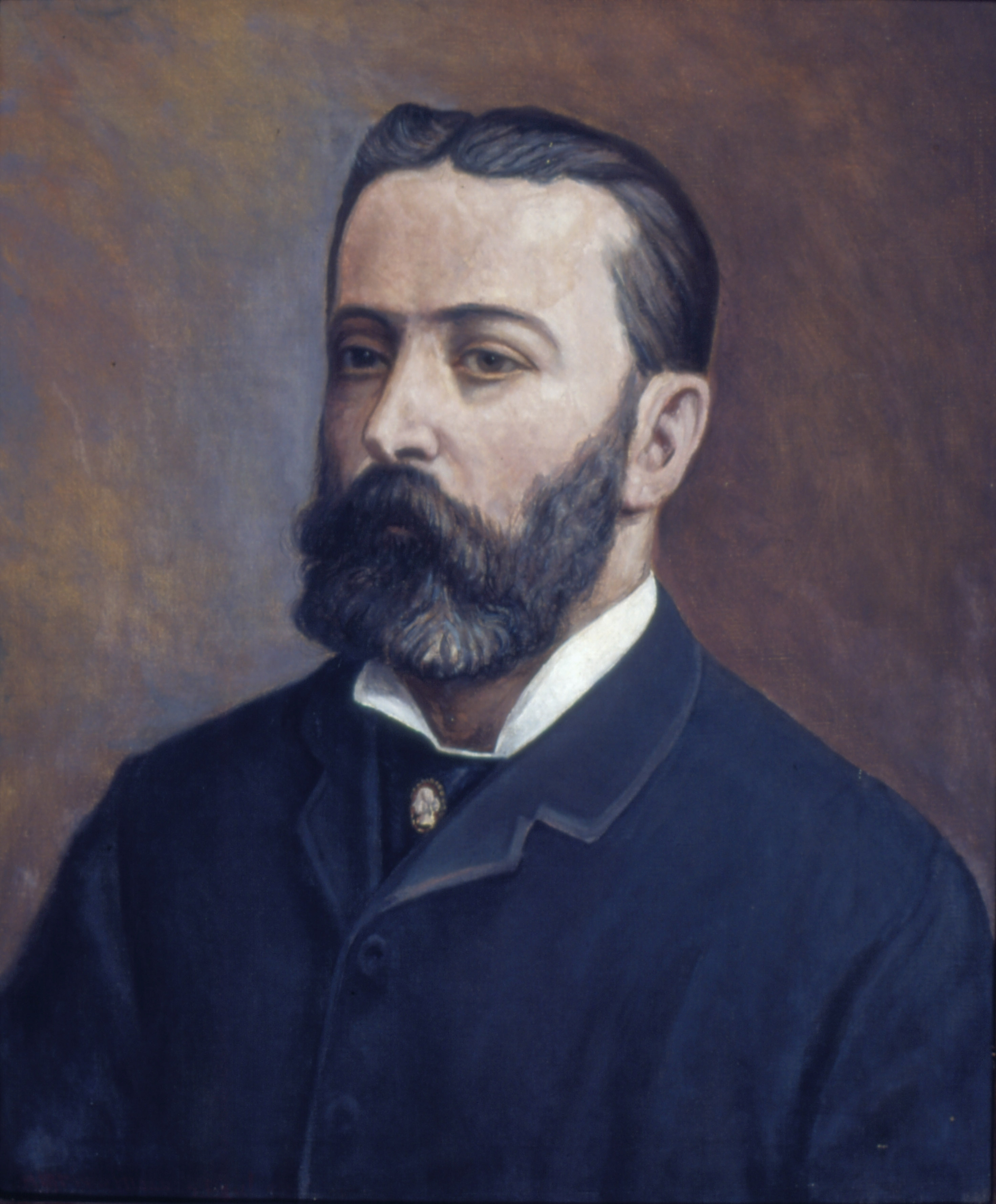
Retrato post mortem do Barão Geraldo de Rezende, por Henrique Manzo. encomendado pelo Museu do Ipiranga

Sete anos depois, em 1870, a Fazenda Santa Genebra foi passada para o filho mais novo, Geraldo Ribeiro de Souza Rezende. Formado em agronomia na França, retornou ao Brasil em 1870 e pediu para a mãe Marquesa de Valença para assumir uma de suas fazendas. Conforme conta sua filha Amélia Resende Martins na biografia do pai, atendendo determinação da mãe Geraldo foi até a fazenda pegar as chaves da fazenda com Toninho que, mesmo escravizado, foi mantido como capataz e tornou-se braço direito de Geraldo. Por determinação de sua mãe Geraldo contraiu núpcias com sua prima, Maria Amélia, filha de Isabel Augusta e Albino em 1876 e mandou construir um novo sobrado sede em 1877 quando se mudaram para a fazenda.
Logo quando chegou a Campinas, procurou a elite de fazendeiros locais que criaram o Club da Lavoura de Campinas. Membro do Partido Conservador, Monarquista e defensor da abolição gradual, foi vereador de Campinas entre 1883 e 1886, mas depois focou somente na Fazenda Santa Genebra, que era considerada modelo de inovação, com maquinaria avançada e modernas técnicas agrícolas.
Assim que recebeu as terras, Geraldo Ribeiro de Souza Rezende alforriou Toninho e vários outros escravos a partir de 1884 e empregou trabalhadores assalariados, em sua maioria imigrantes, e decidiu tornar sua fazenda um modelo como as fazendas francesas que conhecia buscando inovações tecnológicas então existentes para agilizar o processo do plantio do café à moagem. Em 19 de junho de 1889, às vésperas da proclamação da República, Geraldo tornou-se Barão Geraldo de Rezende. Originalmente, havia sido feito "Barão de Iporanga", mas a pedido, o próprio Imperador mudou o nome. Não é verdadeira a afirmação de alguns autores de que tenha herdado a Fazenda Rio das Pedras,  que sempre foi propriedade da família Sousa Queiroz e Barbosa de Oliveira até 1954. Ja as Fazendas Monjolinho, Santa Elisa e Tapera foram incorporadas ao patrimônio de Geraldo porém vendidas ou passadas para outros proprietários posteriormente.
Outra inovação importante foi a construção da Estrada de Ferro Funilense, originada em discussões de vários proprietários no Club da Lavoura de Campinas que originou o projeto em 1887: João Manuel de Almeida Barbosa (proprietário da Fazenda Funil, que doou as terras para a criação do Núcleo Colonial), João de Salles Leme, José Paulino e Artur Nogueira, Francisco de Paula Camargo. A eles se integraram Albino e Geraldo que batalharam pelo licenciamento e construção até 1890 quando não conseguiram recursos do governo e interesse e desistiram do projeto. Em 1896 com Campos Salles sendo presidente, alguns proprietários, incluindo o já "barão" Geraldo, criaram a Companhia Carril Agrícola Funilense e voltaram a insistir com os governos provincial e municipal e conseguiram um empréstimo de 500 contos de réis para iniciar sua construção. Após muitas dificuldades a Estrada de Ferro foi inaugurada em 18 de setembro de 1899 com a presença do presidente Campos Salles e vários convidados internacionais que conseguiram fazer o primeiro trajeto até a estação José Paulino (que originou Paulínia ) e de lá prosseguiram a cavalo até o Núcleo Colonial Campos Salles onde seria construída a Estação que deu origem à cidade de Cosmópolis. A terceira estação era localizada na Fazenda Santa Genebra e que em 1908 tornou-se Estação Barão Geraldo.
Assim, a Fazenda Santa Genebra tornou-se modelo para o mundo, tanto que recebeu ilustres visitas como a do Conde D'Eu; o contra-almirante G. Fournier, comandante da Divisão Naval francesa no Atlântico; o conde Lalaing, ministro da Bélgica; W. Pocom, cônsul dos Estados Unidos da América; conde Antonelli, ministro da Itália; conde Michel de Giers, ministro da Rússia, Manuel Ferraz de Campos Sales, presidente da província de São Paulo e depois 3º presidente do Brasil e de seu primo Ruy Barbosa em várias ocasiões.

## Última fase
Porém com a crescente queda dos preços de café, a Febre Amarela e doenças Geraldo passou a ter mais dividas que lucros. Em 1902 sua esposa, Maria Amélia faleceu e neste mesmo ano Geraldo decidiu investir no plantio de Juta (aramina) para fabricação de sacas para embalagem dos produtos agrícolas. Dois anos depois faleceu seu cocheiro e conselheiro, o ex-escravo Toninho. Em 1904 venceu a 7ª cláusula do contrato da Funilense e a Companhia, na época presidida pelo Barão não tinha como pagar o empréstimo e a ferrovia foi devolvida ao Estado. Em 1905 venceu a hipoteca que Geraldo não tinha como pagar e em leilão foi comprada pelo senador Luis Lins de Vasconcellos . Geraldo ainda recorreu mas em agosto de 1907 a justiça determinou a entrega da Santa Genebra - além da Monjolinho e Tapera para o comprador da hipoteca. E em 1º de Outubro de 1907 o Barão Geraldo foi encontrado morto sobre um prato de comida na cozinha de seu sobrado da Fazenda. Nem sua filha nem ninguém tem certeza do que aconteceu. Mas a versão mais aceita por familiares atuais é de que o Barão tenha cometido suicídio com veneno.
Em setembro de 1908 foi reinaugurada a Estrada de Ferro Funilense, agora pertencendo à Estrada de Ferro Sorocabana, cedida ao consórcio de Percival Farqhuar com a inauguração da primeira estação - no Mercado Municipal de Campinas e mudança no nome das Estações. E a chave da Santa Genebra passou a se chamar Barão Geraldo 

### de Lins de Vasconcellos a Jandyra Pamplona de Oliveira
Em 1908 o senador Luis Lins de Oliveira Vasconcelos decidiu melhorar e transformar a fazenda em eficiente e lucrativa e investiu e arrendamentos aos imigrantes e policultura. Em 1910 mandou construir um armazém ao lado da chave da ferrovia que não tinha estação. Sem muitos resultados em 1916 a fazenda passou a ser administrada pelo Coronel Cristhiano Ozório de Oliveira que a repassou para seu filho José Pedro de Oliveira em 1918. Segundo a memória de antigos baronenses, foi como presente de casamento com Jandyra Pamplona . Ambas as famílias eram de São João da Boa Vista Em 1935 José Pedro contraiu uma forte tuberculose mas mesmo com todo tratamento não resistiu. Com três filhas pequenas Jandyra assumiu e tocou a fazenda até sua morte em 1993. Durante os anos s1950 e 1960 Jandyra doou diversos terrenos para construção de postos de saúde, igrejas, escolas e estradas.
Com a implantação da Unicamp entre os anos 1960-70, a construção da rodovia D. Pedro I e do CEASA tomaram por decreto centenas de hectares da Fazenda que levaram a longos processos de indenização. Além disso, o forte crescimento da cidade passou a atrapalhar e pressionar fortemente a fazenda. Em 1972 O Governo do Estado comprou 15 alqueires para  construção do Hospital de Clínicas e integração à Unicamp. Durante o final da década de 1970 quando estava arrendada para dezenas de produtores de algodão, a administração da fazenda mandou um avião pulverizar a fazenda com veneno que acabou atingindo diversas casas em seus limites. Esse foi o estopim para uma luta de ambientalistas locais - a maioria ligados à Unicamp e á ong PROESP. contra várias ações e problemas da fazenda. Uma delas a preservação da Mata que ficava na divisa com Paulínia. Com a recusa do então prefeito em exercício, o movimento pela Mata da Santa Genebra cresceu e se ampliou e , em 1981 conseguiram um acordo judicial com dona Jandyra, quando ficou definido que se a cobertura vegetal fosse destruída, a propriedade retornaria aos herdeiros da família Oliveira. No mesmo dia 14 de julho de 1981, foi criada a Fundação José Pedro de Oliveira, para administrar e conservar a Mata de Santa Genebra.
Jandyra Pamplona faleceu em 1993 e deixou a propriedade para suas três filhas , e administrada pela mais velha Teresa Cristina. Tereza deu início à venda de várias partes da fazenda para loteamentos e grandes empreendimentos como o Shopping D. Pedro

## Características

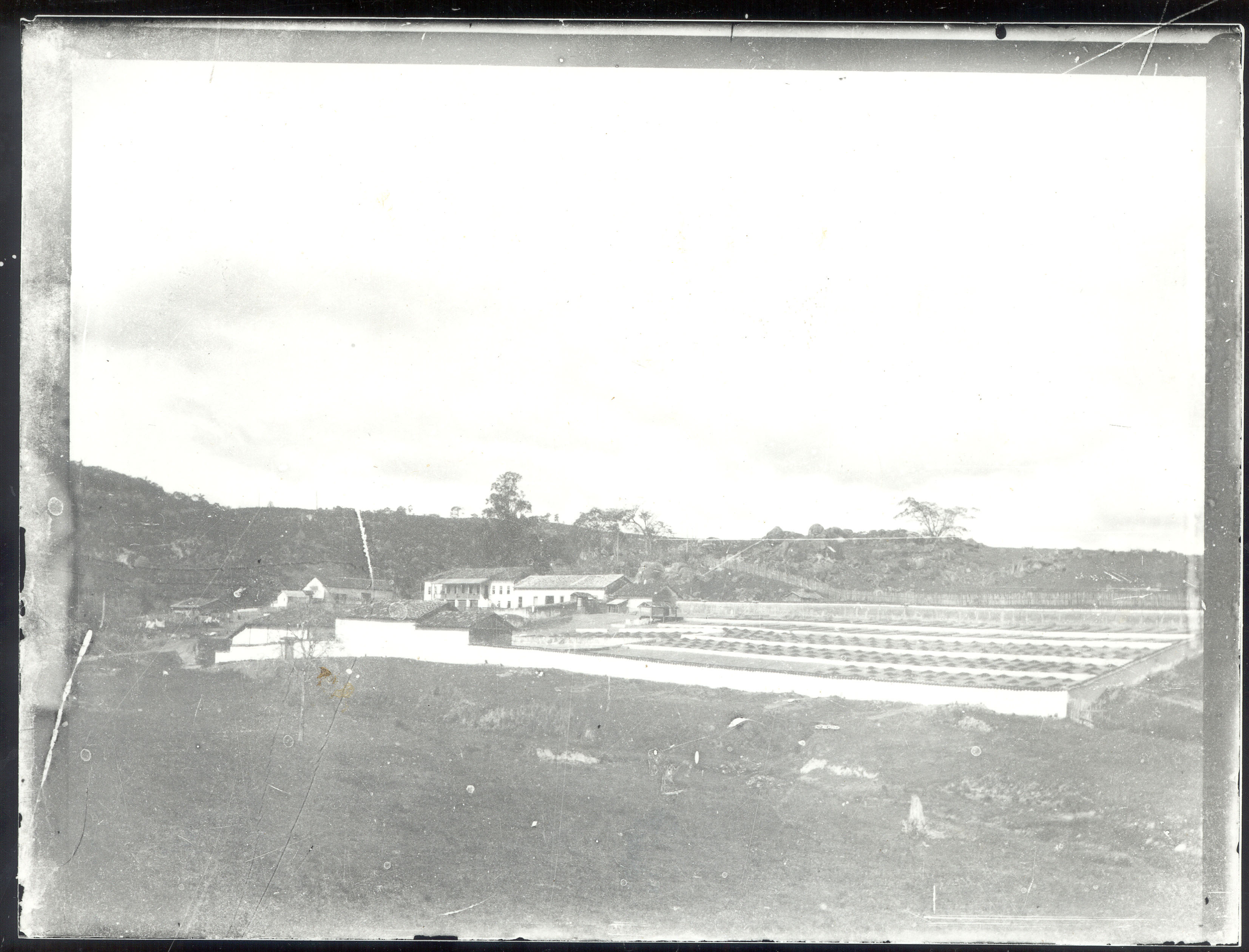
cerca de 1920

A Fazenda Santa Genebra, quando comandada pelo Barão Geraldo de Rezende tinha uma área de 1.250 alqueires. Para se ter uma ideia da magnitude do local, englobava, na região sul, o que hoje são os bairros Santa Genebra, Costa e Silva e parte da Vila Nova; a oeste, limitando-se ao que atualmente é a região dos Amarais e incluindo o que atualmente é a CEASA (Centrais de Abastecimento Sociedade Anônima); e na parte leste até as Fazendas Taquaral e Santa Cândida e Ponte Alta. Não sendo verdade que chegasse à Rodovia Governador Doutor Adhemar Pereira de Barros.
Próximo à sede, ficava o maquinário elogiado mundialmente. A diferenciação das demais fazendas ficava na aparelhagem e nas técnicas chamadas “mais civilizadas” no processo do plantio do café à moagem. Eram várias as técnicas de beneficiamento do café: lavagem, secagem, despolpamento, ventilação, escolha, cotação e classificação. Em Campinas, pode-se notar um padrão na distribuição e na disposição das fazendas. Um primeiro espaço é dominado pelos terreiros de café, que distribuem e organizam as edificações, reservando à residência do Barão uma posição de destaque.
Tanto que a arquitetura e a estética da casa onde morava a família do Barão Geraldo de Rezende chamava atenção pela suntuosidade, requinte e opulência, típicos de uma propriedade rica na exploração do café no fim do século XIX. Há também a presença dos muros de taipa de pilão cercando os limites da sede cafeeira, visando estabelecer o controle e a vigilância sobre os escravos e a produção de café.
A mão de obra da Fazenda Santa Genebra era formada a princípio pelos escravos e ainda antes da abolição da escravatura em 1888, pelos ex-escravos e imigrantes italianos, espanhóis e portugueses.

As fazendas de Campinas também padronizaram o local onde ficavam os escravos. As senzalas eram cobertas por um telhado corrido e organizadas em quadra. A concentração dos escravos no curro, uma área quadrada diminuta e fechada, permitia maior vigilância e controle. Amélia Resende Martins assim descreveu a senzala da Fazenda Santa Genebra:.
"Lá por cima ficava o 'quadrado', com as senzalas, a dormida dos escravos, pequenos quartos em volta de um grande pateo, fechado por um portão, que se trancava, à noite, com enorme e impressionante chave, a fim de evitar facilidades aos fujões [...] aos 'caiamboras'"

### Mata Santa Genebra
A maior mata da Fazenda Santa Genebra - usada por José Pedro de Oliveira para caça esportiva - localizava-se numa região que era predominantemente agrícola, até a administração de Jandyra Pamplona de Oliveira. Mas com a crescente ampliação de Campinas e grandes investimentos em rodovias e grandes instituições, e crescentes empreendimentos imobiliários, a Fazenda passou a ser muito pressionada. Durante o final da década de 1970 quando estava arrendada para dezenas de produtores de algodão, a administração da fazenda mandou um avião pulverizar a fazenda com veneno que acabou atingindo diversas casas em seus limites. Esse foi o estopim para uma luta de ambientalistas locais - a maioria ligados à Unicamp e á ong PROESP. contra várias ações e problemas da fazenda. Uma delas a preservação da Mata que ficava na divisa com Paulínia. Com a recusa do então prefeito em exercício, o movimento pela Mata da Santa Genebra cresceu e se ampliou e , em 1981 conseguiram um acordo judicial com dona Jandyra , quando ficou definido que se a cobertura vegetal fosse destruída, a propriedade retornaria aos herdeiros da família Oliveira. No mesmo dia 14 de julho de 1981, foi criada a Fundação José Pedro de Oliveira, para administrar e conservar a Mata de Santa Genebra..
Mesmo com as consideráveis mudanças no entorno e na área das construções da Fazenda, a mata foi preservada e é o local onde se localiza o maior patrimônio natural tombado de Campinas, a Área de Relevante Interesse Ecológico (ARIE) Mata de Santa Genebra, pertencente a reserva florestal da Fundação José Pedro de Oliveira, que possui 251 hectares, quase 2,5 milhões de m².
No local, existe um borboletário, instalado em uma área de 3 mil m². O local permite a criação e o monitoramento das mais de 600 espécies de borboletas existentes, o que prova a biodiversidade existente na Mata. Além do borboletário, um viveiro conta com mais de 3 mil mudas de espécies nativas. São mais de 170 espécies de árvores e arbustos. Na fauna, existem aproximadamente 300 espécies de vertebrados e 500 de insetos. A segunda maior floresta urbana do Brasil é alvo de estudos de pesquisadores de universidades e institutos que buscam um maior equilíbrio ecológico na Mata Atlântica.
A Mata foi doada pela família Oliveira somente para fins científicos e culturais com o propósito de se estudar seu ecossistema. Seu tombamento ocorreu em 1983 pelo CONDEPHATT (Conselho de Defesa do Patrimônio Histórico) e em 1985 foi tornada ARIE (Área de Relevante Interesse Ecológico) pelo Governo Federal. Sete anos depois, em 1992, foi tombada como patrimônio natural do município de Campinas pelo Condepacc (Conselho de Defesa do Patrimônio Artístico e Cultural de Campinas).

### Escola Salesiana São José
Ainda dentro da grande porção de terra que era a Fazenda Santa Genebra, pode ser encontrada a Escola Salesiana São José, ou como era conhecida antigamente Escola Agrícola de Artes e Ofícios.
O projeto de fundação foi iniciado em 1905, quando o Barão Geraldo de Rezende doou 4 mil m² de terras ao Liceu Salesiano. A Fazenda Santa Genebra não trazia mais lucros com a produção de café e por intermédio do Senador General Francisco Glicério, o local foi transformada em uma Escola Agrícola, inaugurada em 1953.

## Análise
A Fazenda Santa Genebra era tão importante que teve uma estação na Estrada de Ferro Funilense, com estação inicial em Campinas e que interligava a região a outras fazendas de destaque.
A "Estação Santa Genebra" não foi a primeira localizada em terras “do sertão adentro”, como informa Baldini. Era apenas uma chave aberta primeiramente para atender a Fazenda Santa Genebra que era considerada referência nacional em modelo de administração. Em 1905-07, a linha inteira foi transformada e ampliada, e integrada ao Mercadão e com o falecimento do Barão o nome da estação foi alterado para “Estação Barão Geraldo” como forma de homenageá-lo. Alguns anos depois (por volta de 1910) a Fazenda Santa Genebra construiu seu armazém ao lado da Estação sem prédio. O pátio era grande mas não é verdade que ocupava , o terreno do atual terminal de ônibus de Barão Geraldo como disse a autora . Conforme descreve o historiador de Ferrovias Ralph Giesbrecht a estação foi apenas uma chave com um armazém depois construído até 1926. A estação só foi construída em 1926 pela Sorocabana e custou 5:660 contos de reis conforme descreveu o historiador Warney Smith em sua pesquisa junto ao CMU 

Em sua dissertação, o historiador buscou as fontes de formação do bairro rural de Barão Geraldo e sua evolução à vila e distrito a partir da memória de antigos baronenses, e documentos e demonstra como a estação originou o bairro rural a partir da década de 1920.
"Nas duas primeiras décadas do Século XX, diversos imigrantes italianos, portugueses e libaneses compraram pequenos sítios perto de Campinas (SP) ao redor da "Estação Barão Geraldo" da extinta Estrada de Ferro Funilense, e ali construíram um bairro rural fundado na policultura e na autossubsistência, cuja produção começou a ser vendida em Campinas ou São Paulo alguns anos depois. Localizado entre duas antigas fazendas de café e cana (Rio das Pedras e Santa Genebra) o bairro rural que ficou conhecido como Barão Geraldo centralizou-se em torno de uma capela, de um campo de futebol e de diversas vendas - todos vizinhos à Estação - onde seus moradores em convivência, iniciaram a construção de uma identidade local. Com a instalação da fazenda de cana e destilaria da Rhodia em seus arredores, a partir da década de 40, os "baronenses" começaram a lutar pelo "progresso" e pela polêmica elevação do bairro rural a Distrito".
De acordo com a autora Rita Ribeiro, a Fazenda Santa Genebra tornou-se capaz de fundar um futuro distrito por ser modelo no Brasil e no exterior pelas inovações tecnológicas e maquinário avançado, além de possuir uma excelente administração diferenciando-a das outras fazendas. A propriedade não foi importante apenas por causa de sua estação, como pela sua principal característica: 
“Destacou-se não apenas por ser, então, uma das maiores da região, mas também por seu pioneirismo marcado por constantes inovações no campo da agricultura”.
A atual Mata de Santa Genebra é elogiada pela preservação dos 251 hectares restantes de Mata Atlântica e pelas pesquisas que visam um maior equilíbrio ecológico, além do fato de que a floresta se tornou refúgio de plantas e animais. “Porém em um modelo norte-americano de preservação da natureza, sem incluir o ser humano no exercício da conservação e manejo. A cerca e o vigia materializam esta condição”.
A proposta de Laís Mourão Sá, doutora em Antropologia pela UnB (Universidade Nacional de Brasília), seria reincluir as populações tradicionais, vizinhas dos parques e regiões florestais, ao invés de expulsá-las de suas terras ou impedi-las de manter contato com as espécies preservadas. Isso poderia contribuir para um cultivo da floresta em harmonia com o ser humano. Seria imprescindível que as pessoas se sentissem pertencentes à história e ao lugar em questão. A Fazenda Santa Genebra também é importante atualmente para a preservação do meio ambiente, assim como para a simbiose entre os humanos e a natureza.

## Impacto cultural
Uma das histórias mais conhecidas do distrito de Barão Geraldo e uma das mais faladas de Campinas é a Lenda do Boi Falô, que teria acontecido justamente na Fazenda Santa Genebra. Numa Sexta-Feira Santa um capataz da fazenda mandou escravo ou trabalhador buscar um boi no lugar chamado "Capão do Boi " (hoje só restou uma praça no bairro Jardim Santa Genebra) para este fazer o transporte de cereais, porém, o rapaz era religioso, e em dia santo, segundo as tradições católicas, não se trabalha. Ao chegar ao local e tentar levantar o boi, este teria mugido de maneira ensurdecedora e dito: "Hoje não é dia de trabalhar, é dia do Senhor!". E depois de voltar e contar ao capataz o próprio capataz foi ao local e também ouviu o boi. Logo em seguida, o capataz teria saído gritando: “O boi falô! O boi falô!”. Essa é a versão mais tradicional conforme vários registros sem datas e nomes.
Pelo milagre do boi, a lenda virou festa, inicialmente ocorrida na Escola Estadual Barão Geraldo de Rezende, entre as décadas de 70 e o início da década de 80, sempre no dia 22 de agosto, em comemoração ao dia do Folclore. Os alunos da região encenavam a lenda e confraternizavam na escola. A partir de 1988, a festa passou a acontecer na Sexta-Feira Santa, em via pública e aberta a toda a população. Assim começou a tradição de servir uma macarronada com molho de sardinha aos participantes, costume trazido pelos imigrantes italianos e relembrado na festa por não ser permitido comer carne na Sexta-Feira Santa, feriado religioso.
Em 2017, a Festa do Boi Falô foi realizada na Escola Barão Geraldo de Rezende e reuniu mais de 1,5 mil pessoas. Para a tradicional macarronada, foram preparados 500 quilos de espaguete com 400 quilos de molho de tomate.

## Ligações Externas
- O Barão Geraldo de Rezende e a Fazenda Santa Genebra
- Histórico de Barão Geraldo